# Communautair vervoer
Communautair vervoer is een vorm van internationaal transport. Het vervoer waarbij de plaats van laden en de plaats van lossen binnen de buitengrenzen van de Europese Unie liggen. De vervoerder hoeft hierbij niet een van de twee landen gevestigd te zijn. Bijvoorbeeld: een Nederlandse vervoerder doet een derdelandenvervoer van Duitsland naar Griekenland. 
Het communautair vervoer van goederen over de weg is geregeld door de Europese verordeningen nr. 1071/2009 en 1072/2009. Zij regelen respectievelijk de toegang tot het beroep en de toegang tot de markt, ook voor louter binnenlands vervoer van elk van de lidstaten.  Als lid van de Europese Economische Ruimte zijn ook Noorwegen, IJsland en Liechtenstein hierbij aangesloten. Met Zwitserland en het Verenigd Koninkrijk zijn aparte regelingen getroffen. 

## De communautaire vervoervergunning
Elke lidstaat levert vervoersvergunningen af aan de eigen transportbedrijven, die moeten voldoen aan vereisten van vakbekwaamheid, betrouwbaarheid en financiële draagkracht. Men noemt dat de vergunning voor communautair vervoer (V.C.V.). Nederland levert nog aparte vergunningen af voor binnenlands en voor internationaal vervoer. België kent ook nog vergunningen voor nationaal vervoer (geel document) en vergunningen voor communautair vervoer (blauw document), maar sinds 1991 worden enkel nog deze laatste afgeleverd. Dat wil zeggen dat alle nieuwe vergunningen zowel binnenlands als communautair gelden. De regelgeving, bijvoorbeeld op het gebied van de vrachtbrief is er ook eengemaakt. 

## Extra-communautaire vervoersvergunningen
Voor vervoer buiten het beschreven gebied zijn extra-communautaire vergunningen vereist. Bilateraal worden tussen landen meestal ritvergunningen uitgewisseld, bijvoorbeeld Albanië dat aan België op jaarbasis 200 ritten toestaat, hetzij voor bilateraal vervoer, hetzij voor transitovervoer (bvb. naar Griekenland). Voor Turkije en Marokko worden ook termijnvergunningen toegekend, een contingent vergunningen waarmee elke vergunninghouder in die periode meerdere reizen kan maken. Binnen de ECMT, de Europese Conferentie van Ministers van Transport, die alle Europese landen omvat, is ook een systeem van multilaterale vergunningen uitgewerkt (zie CEMT-transport).  